# Министерство на природните богатства на САЩ
Министерството на природните богатства на САЩ (на английски: United States Department of the Interior) e едно от министерствата на САЩ. Основано е на 3 март 1849 г. Разполага със 71 436 служители и бюджет в размер на 20 милиарда долара (2010 г.). Подобно на другите министерства е базирано в столицата Вашингтон. В задълженията на министерството са включени управлението и опазването на по-голямата част от федералната земя и природните ресурси на страната и разпореждането с програмите свързани с коренните жители на страната (индианци, ескимоси, и коренните жители на Хаваи). Министерството също отговаря за въпроси свързани с Островните територии на САЩ.